# Rugby New York

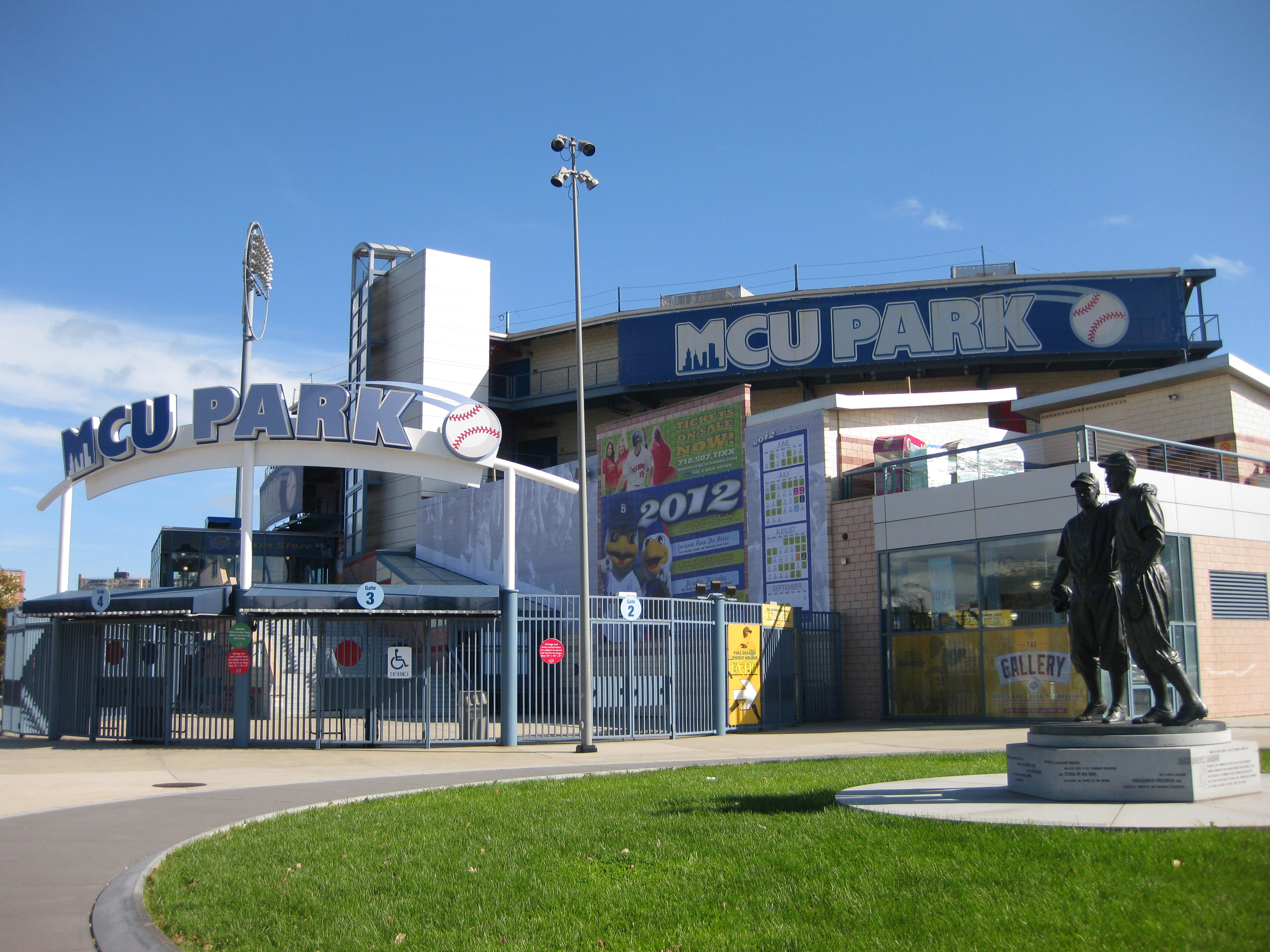
El estadio MCU Park.

Rugby New York, también conocidos como New York Ironworkwers, anteriormente llamado Rugby United New York fue un equipo de rugby profesional ubicado en Brooklyn, ciudad de Nueva York, en Estados Unidos, y que disputó la Major League Rugby.
Posterior a la finalización de la temporada 2023 de la Major League Rugby el club cesó sus funciones.

## Historia
La franquicia ingresó a la Major League Rugby como expansión en 2019 junto a los Toronto Arrows de Canadá. El equipo en su primer torneo resultó cuarto en la temporada regular y accedió a las semifinales donde enfrentará a la San Diego Legion de California.

### Estadio
Su sede es el MCU Park con capacidad para 7000 espectadores sentados y que comparte con los Brooklyn Cyclones; equipo de béisbol de la New York–Penn League y propietario del estadio.

## Palmarés
- Campeón de la Major League Rugby: 2022
- Ganador de la Conferencia Este MLR: 2022.